# Bryaninops natans
Bryaninops natans é uma espécie de peixe.